# Archaeoglobi
Los arqueoglobos (Archaeoglobi) son una clase de arqueas del filo Methanobacteriota. Todos los géneros conocidos son hipertermófilos y se pueden encontrar cerca de fuentes hidrotermales submarinas. Mientras que todos los géneros están relacionados filogenéticamente, el metabolismo usado por cada uno de ellos es único. Archaeoglobus es quimiorganotrofo reductor del sulfato, el único miembro conocido del Archaea que posee este tipo de metabolismo. Ferroglobus, en cambio, es un organismo qumiolitotrofo que aúna la oxidación del hierro ferroso con la reducción del nitrato. Geoglobus es una archaea reductora de hierro que usa gas hidrógeno o compuestos orgánicos como fuentes de energía.